# Cid
Rodrigo (někdy Ruy) Díaz de Vivar (kolem 1040–1099), známý též jako El Cid Campeador, El Cid či jen Cid, byl kastilský rytíř a později politický a vojenský vůdce, který v době počátku reconquisty dobyl a ovládl Valencii. Ve Španělsku ho považují za svého národního hrdinu.
Původně byl ve službách kastilského krále Alfonsa VI. Není přesně známo, proč z ní musel odejít a opustit Kastilii. Poté vstoupil do služeb Emíra ze Zaragozy a bojoval s ním proti Almorávidům i aragonskému králi. Nikdy však nejednal proti zájmům kastilského království, třebaže nedůvěra mezi ním a Alfonsem přetrvala. Nakonec dobyl na Arabech Valencii a stal se zde nezávislým vládcem. Byl tolerantní k věřícím jiného vyznání. Zemřel v roce 1099, ale slavný hrdinský epos Píseň o Cidovi i četné kroniky zajistily jeho jménu nesmrtelnost.
Přezdívka El Cid je odvozena z al-sīd, což v arabštině znamená „pán“ nebo „velitel“, zatímco přízvisko El Campeador (bojovník, válečník…) mu přiřkli křesťanští obdivovatelé. Tyto tituly odrážely velkou úctu, kterou El Cid měl jak mezi Maury, tak u křesťanů, a jeho válečnické schopnosti. Henry Edwards Watts napsal, že el campeador „ve španělštině znamená více než bojovník... Campeador byl člověk, který porazil výběr mužů nepřátelské armády.“

## Etymologie
Campeador pochází z latinského názvu campi doctor či campi doctus. Tento termín je možno najít v latinských spisech 4.–5. století a v nápisech z této doby. Později byl tento termín vzácný, ale stále se objevoval ve středověku ve spisech méně vzdělaných autorů. Přesný význam výrazu campi doctor je „mistr válečného umění“ a v době pozdní Římské říše pravděpodobně označovalo školitele nových rekrutů.

## Mládí

El Cidův portrét

Přesné datum El Cidova narození není známo. Avšak vzhledem k jeho účasti v bitvě o Graus v roce 1063 se většina historiků domnívá, že se narodil kolem roku 1040 ve Vivaru, malém městečku asi 9 kilometrů na sever od Burgosu (hlavní město Kastilského království). Podle historických záznamů byl jeho otcem Diego Lainez, který byl členem kastilské nižší šlechty (infanzones). Diego Lainez byl dvořan, úředník a rytíř, který se účastnil několika bitev. Jeho příbuzní neměli u dvora vysoké postavení; historické dokumenty dokládají, že jeho děd z otcovy strany, Lain Nuñez, stvrdil pět dokumentů Ferdinanda I. a jeho děd z matčiny strany, Rodrigo Alvarez, jen dva Sancha II. Kastilského a konečně El Cidův otec stvrdil jen jeden. Ačkoliv matka byla aristokratického původu, v pozdějších letech sedláci považovali El Cida za jednoho z nich. To naznačuje, že El Cidova rodina nepatřila mezi hlavní členy dvora.

### Babieca
Jedna dochovaná legenda popisuje, jak El Cid získal svého slavného válečného koně, bílého hřebce pojmenovaného Babieca. Podle této legendy byl El Cidovým kmotrem Pedro El Grande, mnich v kartuziánském klášteře. Když El Cid dosáhl plnoletosti, Pedro nechal svého kmotřence, aby si jako dar vybral koně ze stáda andaluských koní. El Cidova volba byla ale podle jeho kmotra špatná a proto mnich zvolal "Babieca!" (Pitomec!). Jiná legenda tvrdí, že v soutěži o titul šampiona ("Campeón") El Cida vyzval rytíř na hřbetě koně. Král Sancho si přál čestný souboj, a proto mu daroval Babiecu, nejlepšího koně ze stáje. Podle této legendy Babieca vyrostl v královských stájích v Seville a byl výborně vycvičen jako válečný kůň.
Kůň Babieca ve své době neměl sobě rovného a byl vždy pouze pod sedlem Cidovým.

### Vzdělání
El Cid se vzdělával u kastilského královského dvora. Sloužil princi (později králi) Sanchovi II. Kastilskému, synu Ferdinanda I. Leonského. Po Ferdinandově smrti roku 1065 Sancho pokračoval ve zvětšování svého území. Obsazoval maurská i křesťanská města, např. Zamoru nebo Badajoz.

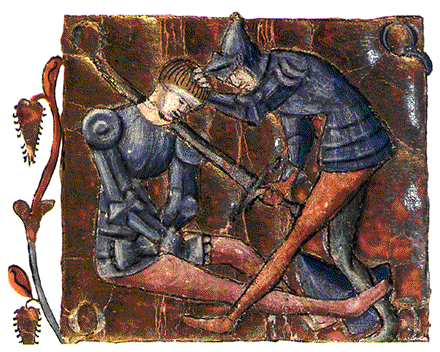
Cid na vyobrazení z roku 1344

### Campeador
Roku 1057 se El Cid zúčastnil obléhání Maury ovládané Zaragozy, po němž se emír al-Muqtadir stal Sanchovým vazalem. Na jaře 1063 El Cid bojoval v bitvě o Graus, ve které Ferdinandův nevlastní bratr Ramiro I. Aragonský oblehl Graus (v Zaragozském kraji). Al-Muqtadir, s pomocí kastilského vojska včetně El Cida, bojoval proti Aragonským. Tažení bylo úspěšné: Ramiro I. padl a Aragonci uprchli z bitvy. Podle jedné legendy během tohoto konfliktu došlo k samostatnému souboji s jedním aragonským rytířem, kterým si El Cid vysloužil titul „El Cid Campeador“.

## Služba Alfonsovi
Existuje mnoho spekulací kolem Sanchovy smrti. Podle většiny z nich byl Sancho zavražděn po uzavření dohody mezi Alfonsem a Urracou (některé ze spekulací dokonce připouštějí, že Alfonso a Urraca se dopustili incestu). Každopádně se Sancho neoženil a zemřel bezdětný, takže vláda připadla Sanchovu bratru, Alfonsovi, Sanchovu velkému nepříteli.
Alfonso se téměř okamžitě vrátil z exilu v Toledu a chopil se vlády jako král Leonu a Kastilie. Protože kastilská šlechta Alfonsa podezřívala ze Sanchovy vraždy, podle legendy El Cid a dvanáct dalších společníků donutili Alfonsa několikrát veřejně přísahat v kostele v Burgosu na svaté ostatky svaté Gadey a Agáty, že se neúčastnil plánu Sanchova zavraždění. Avšak dobové dokumenty o životu Afonsa VI. nebo Rodriga Diaze žádnou takovou událost nezmiňují. El Cid byl poté odvolán ze své pozice v armádě a na jeho místo nastoupil hrabě García Ordóñez, El Cidův nepřítel.

### Válečná taktika
Během svých tažení El Cid často přikazoval předčítat nahlas staré římské a řecké autory válečných spisů, pro zábavu i pro inspiraci. El Cidova armáda měla novátorský přístup k plánování strategie, když před bitvami pořádal porady, které bychom dnes nazvali brainstorming, aby se prodiskutovala taktika. Často užívali nečekané strategie, které by moderní generálové nazvali psychologickou válkou. Vyčkávali, než nepřítele paralyzuje strach, a pak nečekaně zaútočili, narušovali manévry nepřítele malými skupinami vojáků atd. El Cid byl otevřený k návrhům svých vojáků a připouštěl možnost svých chyb. Jeho nejbližším rádcem byl jeho synovec, Alvar Fáñez de Minaya.

### Rodinný život
El Cidovou ženou se v červenci 1074 stala Alfonsova příbuzná Jimena (dříve psána Ximena) z Ovieda. Podle Historia Roderici byla dcerou hraběte Diega z Ovieda, o této osobě ale nemáme žádné dobové doklady. Pozdější zdroje jako jejího otce uvádějí hraběte Gormaze. Svatba pravděpodobně vzešla z Alfonsova popudu, nejspíš se tak snažil zlepšit své vztahy s El Cidem. El Cid a Jimena měli tři děti, dvě dcery (Cristina, Maria) a syna (Diego Rodrigez). Cristina se později provdala za Ramira z Monzónu, který byl synem Sancha Garcese a nemanželským vnukem Garcii V. Navarrského. Maria si údajně vzala aragonského prince, druhé manželství pak uzavřela s Ramonem Berenguerem III., hrabětem z Barcelony. El Cidův syn Diego Rodrigez padl v bitvě u Consuegry během invaze muslimských Almorávidů ze severní Afriky (1097).
Jeho svatba i svatba jeho dcer zvýšila El Cidovo postavení spojením El Cida s královským rodem. El Cid je předkem některých dnešních panovníků, přes linie z Navarre a Foix. Přes Cristinina syna (García VI. Navarrský) je El Cid předkem francouzských a britských monarchů i všech ostatních evropských panovnických rodů.

## Úředník
El Cid byl kultivovaný muž, který Alfonsovi sloužil jako soudce. Během svého života udržoval archiv kopií dopisů, které odesílal, a důležitých dokumentů, které podepsal jako část své práce v králově administrativě.

## Exil

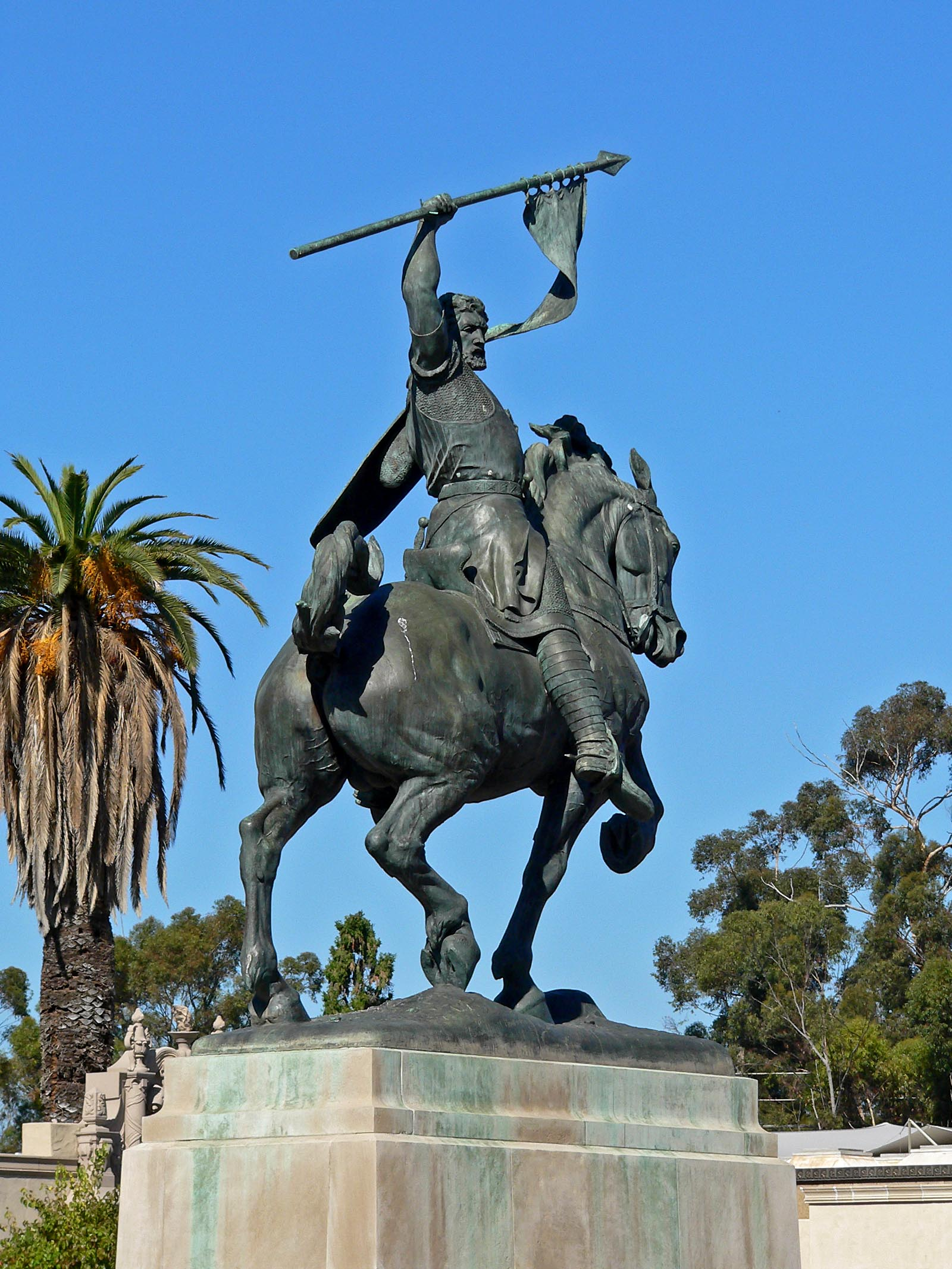
Jezdecká socha v kalifornském parku Balboa

8. května 1080 El Cida naposledy potvrdil dokument u Alfonsova dvora.
V bitvě u Cabry (1079) El Cid shromáždil své síly a změnil bitvu v cestu k emírovi Abd Allahovi z Granady a jeho spojenci Garcíovi Ordóñezovi. Jeho nepovolený odchod Alfonsa velmi rozzlobil. To je všeobecně považováno za hlavní důvod El Cidova exilu, ale v úvahu přicházejí i další důvody: žárlivost šlechty na El Cidovo postavení, Alfonsovo nepřátelství k El Cidovi, obvinění z krádeže části tributu ze Sevilly a z toho, co jeden pramen popisuje jako El Cidův sklon k urážkám vysoko postavených osob.
Nicméně exil neznamenal El Cidův konec ani fyzicky, ani jako historicky důležité postavy. Roku 1081 El Cid nabídl své služby maurskému králi Zaragozzy Yusufovi al-Mutaminovi jako žoldák. Po něm sloužil i jeho nástupci, Al-Mustainovi II.
O'Callaghan píše:
Nejprve přišel do Barcelony, kde hrabě Ramon Berenguer II. (1076–1082) a hrabě Berenguer Ramon II. (1076–1097) odmítli jeho služby. Pak odcestoval do Zaragozy, kde se mu dostalo vřelejšího přivítání. To království bylo rozděleno mezi al-Mutamina (1081–1085), který ovládal vlastní Zaragozu, a jeho bratra al-Mundhira, který panoval v Léridě a v Tortose. El Cid vstoupil do al-Mutaminových služeb a úspěšně ubránil Zaragozu proti útokům al-Mutamdhira, Sancha I. Aragonského a Ramona Berenguera II., kterého roku 1082 zajal.
Roku 1086 začala velká invaze Almorávidů do Španělska přes Gibraltar. Almorávidé, berberští obyvatelé dnešního Maroka a Alžíru vedení Yusefem I. (také nazýván Tushafin nebo Yusef ibn Tashfin), byli požádáni o pomoc na obranu Maurů před Alfonsem. 23. října 1086 došlo k velké bitvě u Sagrajas (arabsky Zallaqa). Andaluští Maurové (včetně armád z Badajozu, z Málagy, z Granady a ze Sevilly) porazili spojené síly Leónu, Aragónu a Kastilie.
Alfonso, otřesený porážkou, pak povolal El Cida z exilu. Je doloženo, že roku 1087 byl El Cid u dvora. Co následovalo, ale není jasné.

## Obsazení Valencie
Přibližně v této době El Cid, se spojeným vojskem křesťanů a Maurů, začal budovat vlastní panství u pobřežního města Valencie. V cestě mu leželo několik překážek. První z nich byl Ramón Berenguer II, který ovládal nedalekou Barcelonu. V květnu 1090 El Cid porazil a zajal Berenguera v bitvě u Lébaru. Později bylo za Berenguera zaplaceno výkupné. Jeho syn, Ramón Berenguer III., si vzal Cidovu nejmladší dceru, Marii, aby předešel dalším konfliktům.
Ve Valencii tou dobou vládl al-Quadir, El Cidův vliv stále stoupal. V říjnu 1092 ve Valencii soudce Ibn Jahhaf a Almorávidé podnítili povstání. El Cid Valencii oblehl. Pokus o útok v prosinci 1093 selhal a obléhání se protáhlo na několik let. Skončilo v květnu 1094 a vzniklo tak El Cidovo vlastní království na pobřeží Středozemního moře. Oficiálně El Cid vládl Alfonsovým jménem, ve skutečnosti byl ale zcela nezávislý. Ve městě žili křesťané i Maurové a obě etnika sloužila v armádě i jako úředníci. Roku 1096 bylo devět mešit přestavěno na kostely a Jérôme, francouzský biskup, byl ve městě jmenován arcibiskupem.
El Cid zemřel ve Valencii přirozenou smrtí 10. července 1099. Jeho žena Jimena pokračovala ve vládnutí další dva roky, ale pak ji Almorávidské obležení přinutilo hledat pomoc u Alfonsa.
| „                                      | V roce 494 (1100-1101) emír Mazdalí přeplul úžinu s početným vojskem a zamířil k Valencii, aby na ni zaútočil a obklíčil ji. Obléhal ji sedm měsíců. Když se však Alfonso, nechť ho Bůh prokleje, dozvěděl o útrapách obléhání a o hrůzách, jež se děly jeho mužům, přišel sem se svým zlořečeným vojskem, nechal z ní odejít všechny křesťany a podpálil ji, aby byla varovným příkladem... | “ |
| — Al-Kardabús (Historia de al Ándalus) | |   |

Roku 1109 Valencii obsadil Masdali, v křesťanských rukou byla Valencie až za dalších 125 let. Jimena odvezla Cidovo tělo do Burgosu. Původně byl pohřben v kastilském klášteře v San Pedro de Cardeña, dnes jeho tělo odpočívá uprostřed katedrály v Burgosu.
Část ostatků španělského národního hrdiny a jeho manželky (kus lebky a kostí) se nachází v kabinetu kuriozit na zámku Kynžvart.

## Legenda
Podle filmu El Cid (1961) hrdina zemřel při obraně Valencie. Na Cidovo přání nechala jeho žena přivázat mrtvé tělo na koně a poslala ho do bitvy, aby zabránila demoralizaci jeho armády. Nepřátelská armáda se tak obávala nepřemožitelného El Cida, že prchla do svých lodí a tak El Cid zvítězil i po své smrti ve své poslední bitvě.
Podle anglické Wikipedie může tato verze příběhu čerpat z jiných legend nalezených v Estoria de Cardena. Nicméně nejstarší text Cantar de Mío Cid (pol. 12. stol.) takovýto konec hrdiny neobsahuje. Naopak po dobytí Valencie druhá a třetí část Písně o Cidovi pojednává o jeho životě, kde důležitou roli sehrává starost o nevydařené vdavky jeho dcer.

## Tizona

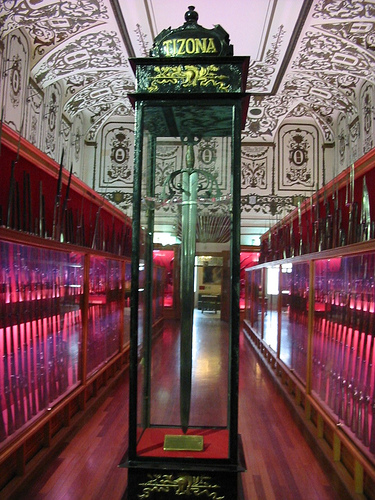
El Cidův meč Tizón vystaven v muzeu La Real Armería (Královská zbrojírna) v Královském paláci v Madridu, 2006

El Cidův meč „Tizona“ byl k vidění ve vojenském muzeu (Museo del Ejército) v Madridu. Krátce po El Cidově smrti se stal jeho meč ceněným majetkem kastilské královské rodiny. Roku 1999 byl malý vzorek meče podroben metalurgické analýze. Analýza potvrdila, že meč byl vyroben v Maurské Córdobě v 11. století.
Roku 2006 se El Museo del ejercito přestěhovalo z Madridu do Toleda a meč přestal být dostupný veřejnosti. V roce 2007 autonomní společenství Kastilie a León koupily meč ze 1,6 milionu eur. Meč je vystaven v Burgoském muzeu.
El Cid měl také meč pojmenovaný „Colada“.

## El Cid v literatuře a umění

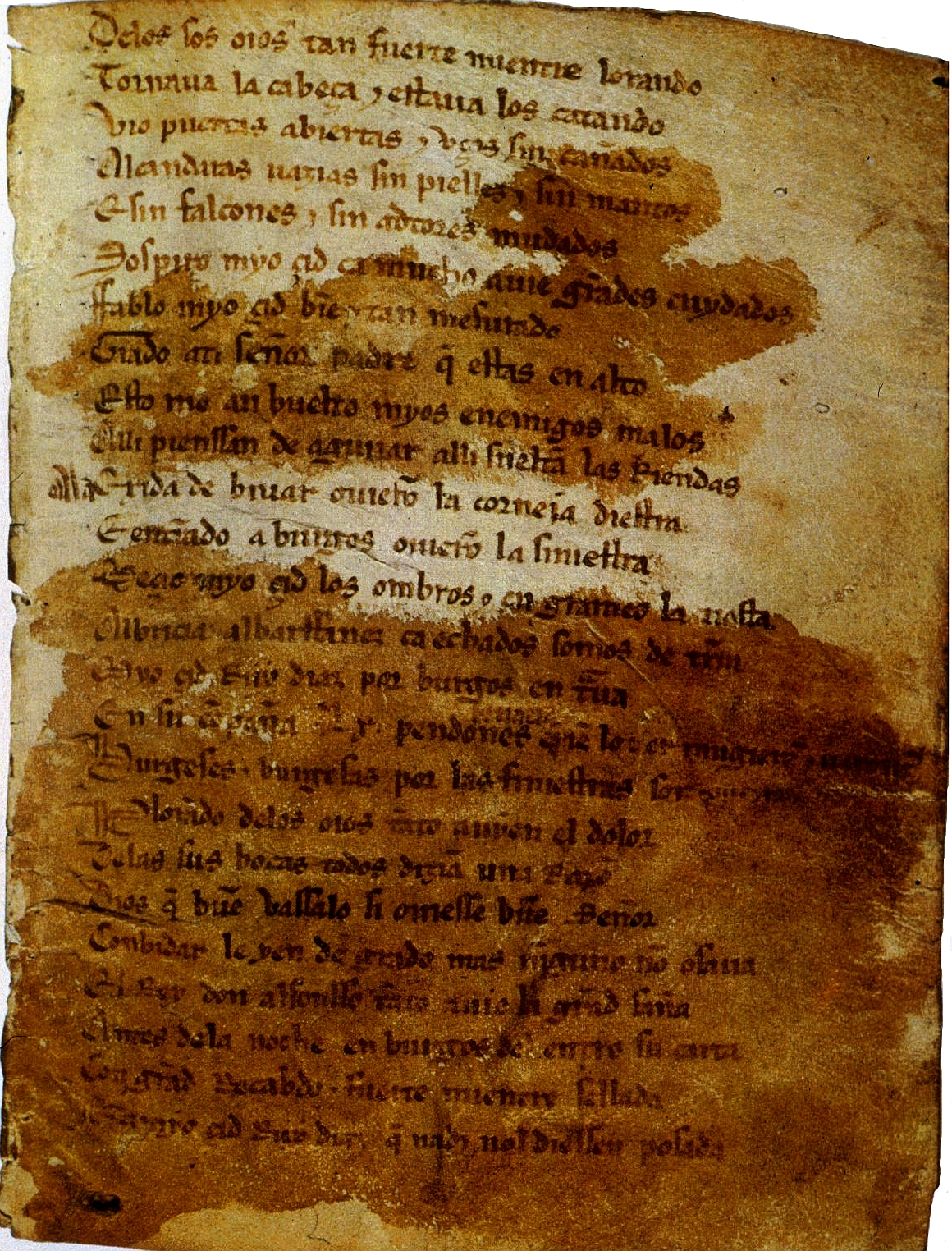
Fragment z Písně o Cidovi

O El Cidovi bylo napsáno doslova tucty prací. Nejstarším dochovaným rukopisem je Cantar de Mío Cid (Píseň o Cidovi). Zachovává realistický pohled, ale nedrží se přesně historické pravdy. Španělská stará romancera (krátké anonymní básně epického charakteru) se dochovala z pozdního středověku a vytvořila nové epizody na „El Cidovské“ téma. Statečnost El Cida byla rovněž inspirací pro Dona Quijote, který přirovnává svého koně Rocinanta k El Cidově Babiecovi. Francouz
Pierre Corneille napsal roku 1636 tragikomedii Le Cid, založenou na hře Las Mocedades del Cid Guilléna de Castro. Tato hra byla zdramatizována v roce 1961 v Československém rozhlasu.
Jules Massenet napsal roku 1885 operu Le Cid.
O El Cidovi bylo natočeno několik filmů, např. El Cid (1961, s Charltonem Hestonem a Sofií Lorenovou) nebo animovaný El Cid: La Leyenda (2003). V 80. letech byl natočen animovaný seriál Ruy, el Pequeño Cid, s fiktivními dobrodružstvími El Cida během jeho dětství. 
V roce 2020-2021 ve Španělsku natočili životopisný film Cid (šp.El Cid), v hlavní roli Jaime Lorente.
Populární počítačová hra Age of Empires II: The Conquerors Expansion obsahuje kampaň o šesti úrovních o El Cidovi, která obsahuje El Cidův exil a dobytí Valencie.
El Cidova socha shlíží na náměstí Plaza de Panama v San Diegu.